# 清流長良川あゆパーク
清流長良川あゆパーク（せいりゅうながらがわあゆパーク）は、岐阜県郡上市にある岐阜県の体験学習施設、公園、観光施設。
岐阜県の県有施設である。指定管理者制度により郡上市が管理運営を行っている。

## 概要
世界農業遺産である「清流長良川の鮎」の情報発信拠点、及び川と魚に親しむ体験学習施設である。2018年（平成30年）6月2日開園。敷地面積は13,105㎡。
道の駅白山文化の里長滝に隣接する。駐車場は白山文化博物館と同様、道の駅白山文化の里長滝の駐車場と共用である。道の駅白山文化の里長滝は清流長良川あゆパークの整備に合わせて、道の駅白鳥を改修、改称したものである。
中核施設の里川あゆハウスでは、清流長良川の鮎に関する資料の展示などが行われている。屋外施設では魚釣り、魚のつかみ取りなどが体験できる。

## 施設

### 里川あゆハウス
- 展示室
- 多面シアター
- 研修室
- レストラン

### 屋外施設
- あじわい広場
- 魚つり広場
- 魚つかみどり広場
- 友づり広場
- 里の丘

## 所在地
- 岐阜県郡上市白鳥町長滝字下川原420-10

## 交通アクセス
- 東海北陸自動車道 白鳥ICより車で約10分。
- 長良川鉄道越美南線「白山長滝駅」下車、徒歩で約8分。